# Viaggio stereo
Viaggio Stereo è il primo DVD live in carriera della band Negrita.
È stato registrato dal vivo il 27 settembre 2002 al Fillmore di Cortemaggiore (Piacenza) ed è stato pubblicato il 20 aprile 2003. Il DVD contiene 13 canzoni tratte dal concerto, il dietro le quinte, la sala prove, interviste a tutta la band e 6 videoclips. Inedito è il duetto con Francesco Renga in Provo a difendermi.

## Tracce
1. Welcome to the world (live)
2. Bambole (live)
3. Negativo (live)
4. In ogni atomo (live)
5. Hemingway (live)
6. Non ci guarderemo indietro mai (live)
7. Cambio (live)
8. Ehi! Negrita (live)
9. War (live)
10. Ho imparato a sognare (live)
11. Provo a difendermi feat. Francesco Renga (live)
12. Transalcolico (live)
13. Mama Maé (live)

Contenuti extra
- 14 - Soundcheck Provo a difendermi
- 15 - Backstage pass Working for Viaggio Stereo, Before the show, People, Rock'n roll, After the show, Interview
- 16 - Video: Cambio, A modo mio, Mama Maé, In ogni atomo, Bambole, My Way

## Specifiche tecniche del DVD
- Anno di produzione DVD: 2002
- Anno di edizione DVD: 2003
- Supporto: DVD doppio lato, singolo strato
- Audio: PCM Stereo - ACC Dolby Digital 2.0 (extra content)

## Formazione
- Paolo "Pau" Bruni - voce e chitarra
- Enrico "Drigo" Salvi - chitarra solista
- Cesare "Mac" Petricich - chitarra ritmica
- Franco "Franky" Li Causi - basso
- Roberto "Zama" Zamagni - batteria e percussioni